# Medaile Za účast na protifašistickém boji
Medaile Za účast na protifašistickém boji (bulharsky: Медал «За участие в антифашистката борба») bylo bulharské vyznamenání za účast v bojích druhé světové války. Medaile byla založena v roce 1948.

## Historie
Vyznamenání bylo založeno usnesením prezidia Národního shromáždění ze dne 15. června 1948 pod původním názvem Medaile Za účast v partyzánském povstání. Udílena byla příslušníkům partyzánských jednotek účastnících se bojů proti fašistům. Dne 13. prosince 1950 bylo vyznamenání reformováno a při té příležitosti byl změněn i jeho název na Medaile Za účast na protifašistickém boji. Nově byla udílena i dalším příslušníkům odbojového hnutí za jejich činnost proti fašistům a kapitalistickému systému, včetně těch, kteří nebojovali se zbraní v ruce.
Po pádu komunistického režimu v roce 1990 přestala být medaile udílena.

## Pravidla udílení
Podle vyhlášky z roku 1948 byla medaile udílena výhradně příslušníkům partyzánských jednotek bojujících se zbraní v ruce proti fašistické vládě Bulharska, stejně jako proti německým a dalším spojeneckým jednotkám umístěným na území Bulharska. Od roku 1950 byla medaile udílena i dalším příslušníkům hnutí odporu, kteří se podíleli na svržení bulharské fašistické vlády a kapitalistického systému.

## Medaile
Medaile měla kulatý tvar o průměru 31 mm a byla vyrobena ze žlutého kovu. Na přední straně byli vyobrazeni dva partyzáni, muž a žena. Muž drží samopal a hází granát, žena leží a střílí z pušky. Na zadní straně byla uprostřed pěticípá hvězda s profilem obličeje Georgiho Dimitrova. Okolo byl nápis v cyrilici ЗА УЧАСТИЕ В АНТИФАШИСТКАТА БОРБА (za účast na antifašistickém boji).
Medaile byla zavěšena na stuze uvázané do tvaru trojúhelníku. Stuha byla zelené barvy s širokými červenými pruhy při obou okrajích.
Autorem vzhledu medaile byl sochař Georgij Kocev.